# Oststraße (Leipzig)
Die Oststraße ist eine Hauptverkehrsstraße im Stadtbezirk Südost in Leipzig. Sie quert den Ortsteil Reudnitz-Thonberg in West-Ost-Richtung, streift Anger-Crottendorf und endet in Stötteritz.

## Verlauf
Die Oststraße beginnt an der Prager Straße am Ostplatz und verläuft zunächst in östliche Richtung vorbei am ehemaligen Kinderkrankenhaus und an der Rückseite der  Reudnitzer Brauerei. Nach 700 Metern kreuzt sie die Riebeckstraße. Nach weiteren 300 Metern folgen links der Möbiusplatz und rechts der Alfred-Frank-Platz. An der Brücke der Bahnstrecke Leipzig Hbf–Leipzig-Connewitz wendet sich die Straße nach Südosten. Während bis hierhin vor allem denkmalgeschützte Wohnhäuser vorherrschen, folgen nun Kleingärten und andere Grünflächen wie der Ostfriedhof, das Sommerbad Südost und das Südost-Stadion des (SSV Stötteritz), zu dem eine Stichstraße abzweigt, die auch Oststraße heißt. Dann folgt bis zur Einmündung in die Papiermühlstraße das Stötteritzer Wäldchen.

## Geschichte
Da Leipzig und seine Vororte zum Ende des 19. Jahrhunderts beträchtlich wuchsen, wurde für den Bereich nördlich von Neureudnitz ein neuer Wohnbereich vorgesehen. Als zentrale Ost-West-Achse wurde ab etwa 1880 eine Straße angelegt, die 1883 den Namen Oststraße erhielt. Sie führte zunächst bis zur Riebeckstraße. Als erste Bebauungen entstanden Wohnhäuser im Bereich der kreuzenden Josephinenstraße, das Kinderkrankenhaus, die IX. Bürgerschule (später Hans-Schemm-Schule) und das Salomon-Stift an der Kreuzung Riebeckstraße.

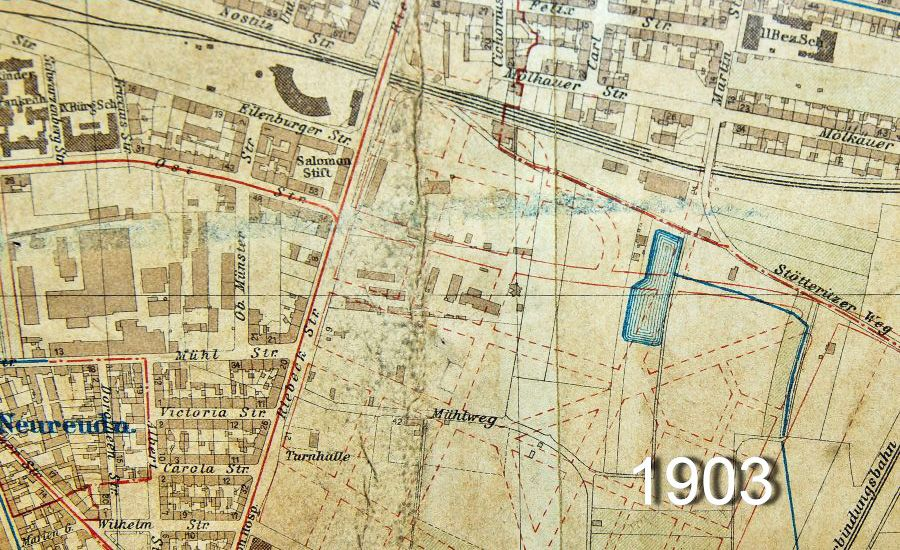
Oststraße 1903 mit Riebeckteich

Bis etwa 1900 war die Bebauung bis zur Riebeckstraße abgeschlossen. Der Weiterführung der Oststraße war zunächst der Nutzteich der Riebeckbrauerei im Wege, aus der diese im Winter das Eis für die Kühlung im Sommer gewonnen hatte. Da inzwischen Eismaschinen zur Anwendung kamen, wurde der Teich trockengelegt und im nördlichen Teil zugeschüttet, sodass der Straßen- und Wohnungsbau weitergehen konnte.  Auf dem südlichen Teil entstand 1950 der Alfred-Frank-Platz.
Nachdem bereits 1904 der Stötteritzer und der Anger-Crottendorfer Weg zu letzterem zusammengelegt worden waren, wurde 1913 dieser zur Oststraße hinzugenommen, die damit ihren heutigen Verlauf erhielt.
Mit dem Komplex der Wohnbauten der Baugenossenschaft Festbesoldeter um die Hofer Straße wurde um 1915 der Wohnungsbau in der Oststraße im Wesentlichen abgeschlossen.
Im Zweiten Weltkrieg gab es bis auf das Kinderkrankenhaus, die Hans-Schemm-Schule und den Ostfriedhof in der Oststraße kaum Schäden. Das Kinderkrankenhaus wurde wieder aufgebaut und die Schüler der Hans-Schemm-Schule in die an der Möbiusstraße liegende Humboldtschule übernommen.

## Öffentlicher Nahverkehr
Bereits 1898 verkehrte durch die Oststraße vom Bayerischen Bahnhof kommend eine elektrische Straßenbahn, deren Betrieb aber im Rahmen einer Netzbereinigung 1923 wieder eingestellt wurde.
1953 wurde die seit 1938 in Leipzig betriebene O-Bus-Linie A durch die Oststraße bis zur neuen Endstelle in der Lipsiusstraße verlängert. Aber bereits 1969 wurde wegen zu hoher Instandhaltungskosten der Obus-Betrieb auf dieser Linie eingestellt.
Gegenwärtig wird die Oststraße durch die Stadtbuslinie 60 bedient, ebenfalls mit Endstelle in der Lipsiusstraße.